# Brug 512
Brug 512 is een bouwkundig kunstwerk in het Amsterdamse Bos. Het Amsterdamse Bos is een deel van de gemeente Amstelveen, terwijl de gemeente Amsterdam het beheer voert. Van deze brug zijn twee versies.

## Versie 1
In de toegangswegen en –paden tot de Bosbaan werden allerlei bruggen en bruggetjes gebouwd. Een daarvan was gelegen ten noorden van de tribune en zorgde voor verbinding met de Koenenkade (over de molentocht van de Buitendijkse Buitenveldertse polder). De brug werd net als anderen neergelegd omstreeks 1938. De brug werd ontworpen door Piet Kramer van de Dienst der Publieke Werken. De brug had houten leuningen, die Kramer ontwierp voor andere bruggen in het bos. De brug moest in 1950 verstevigd worden in de landhoofden. De brug werd gedragen door een paalfundering met jukken waarop doorvaartschotten waren gemonteerd. Wanneer er rond 1962 aan de oostkant van de Bosbaan een nieuwe toegang wordt gemaakt vanuit de Amstelveenseweg is de brug niet meer nodig en wordt deze gesloopt; voor de toegang kan de veel bredere en stevigere brug brug 505 gebruikt worden. De brug had gescheiden voet- en fietspaden om verschillend niveau.

## Versie 2
In 1967/1968 wordt het brugnummer van stal gehaald voor een nieuwe brug aan het andere eind van de Bosbaan. Daar is in 1938 brug 515 gebouwd, een verkeersbrug, die tevens dient tot afsluitbare toegangspoort (zogenaamde hekbrug). De gemeente plant naast die brug twee enorme waterleidingbuizen, die aan het zicht onttrokken moeten worden. Bovendien wil de gemeente een wandelpad naast de Nieuwe Meerweg over brug 515 aanleggen. Voor een brug werd gekozen voor een replica van de brug 514, die een paar meter noordwestwaarts over dezelfde watergang is gelegd. Brug 512 moet dezelfde kwaliteiten krijgen en wordt daardoor ook een hekbrug. Voor het ontwerp wordt leentjebuur gespeeld bij brug 514, de bruggen krijgen eenzelfde uiterlijk, alleen is brug 512 met haar twee meter smaller (brug 514 heeft ook een fietspad).
Bijzonder aan brug 512 (en 514) is de uitvoering in de kleuren wit, rood en groen. Het wit is voor de leuningen en het traliewerk in de deuren. Het rood is meteen een waarschuwing. De kleur werd gebruikt voor pinnen en tanden, die over- en inklimmen moeten bemoeilijken, maar ook voor de scharnierpunten. Het geeft de brug een Oosters uiterlijk, een teken van Kramers liefde voor Oosterse kunst. De overspanning wordt gedragen door brugpijlers met jukken die enigszins breder zijn dan het brugdek. Voor een houten voetbrug is deze ondersteuning exorbitant zwaar uitgevoerd; de fundering en jukken zijn dan ook nodig ter ondersteuning van de buizen. Het hekwerk is geplaatst op aparte pijlers, die in het water staan Het hekwerk is breder dan de brug om overklimmen tegen te gaan. Daarbij is een miniem verschil aangebracht in de traliewerken. In de deur zitten de tralies in het frame, bij de hekwerken buiten de brug steken ze door het frame heen.
In 1999 werden alle bruggen door MTD-Landschapsarchitecten in opdracht van de gemeente Amstelveen onderzocht op hun culturele belang. Zij schaarden brug 512 onder het Krameroeuvre met eenheid in houten dek, leuningen, hekwerk en karakteristieke houtverbindingen en gaan voorbij aan het feit dat het geen Kramerbrug is.
Alhoewel in wezen jonger dan de bruggen van Kramer in het Amsterdamse Bos, heeft de gemeente Amstelveen de brug toch tot gemeentelijk monument verklaard. Dit vanwege de grote gelijkenis in ontwerp en uitvoering en mede daardoor ze als representatief gezien wordt voor het totaalpakket aan Kramerbruggen in het bos.

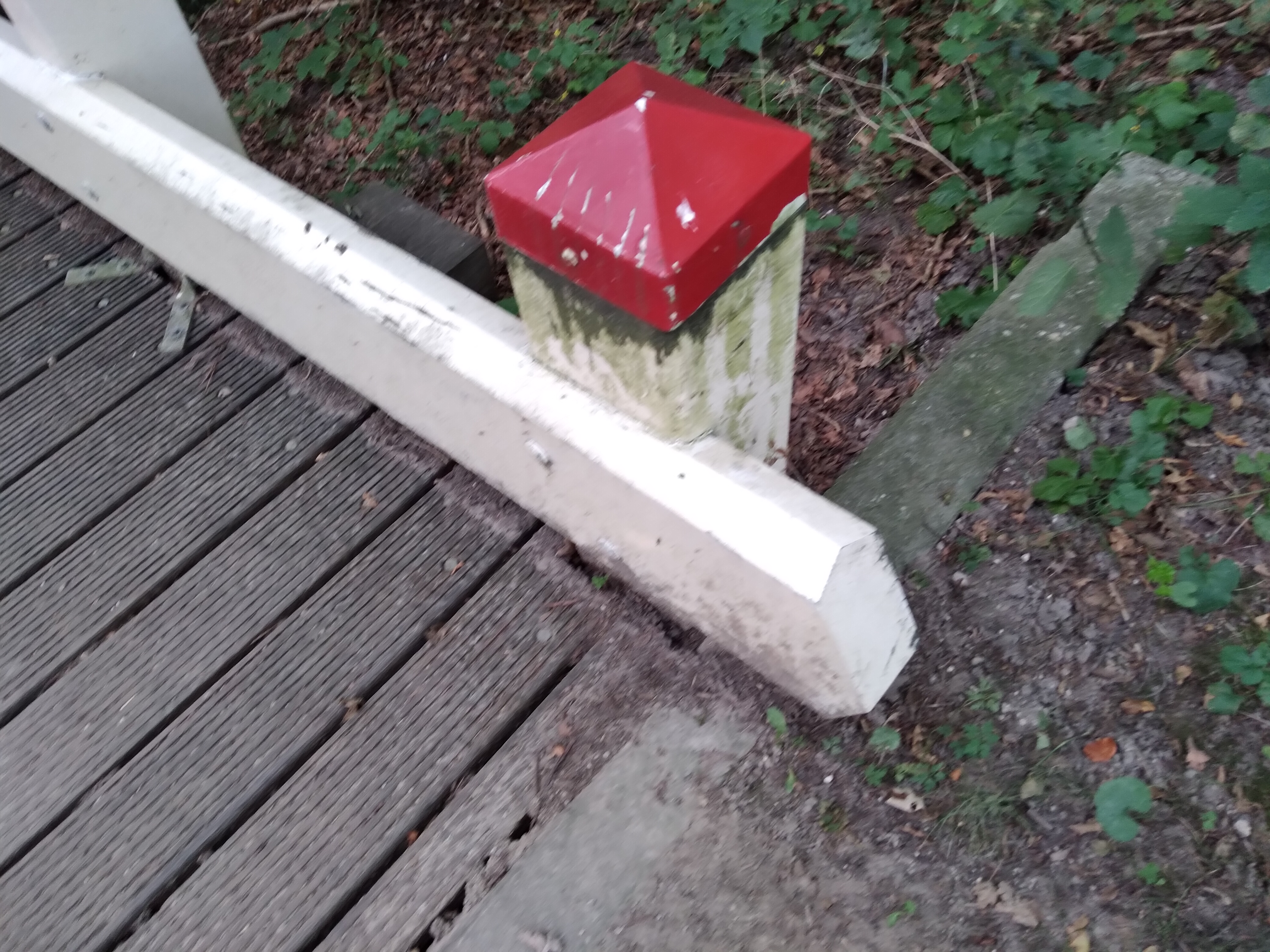
Een zogenaamde paalmuts (september 2021)

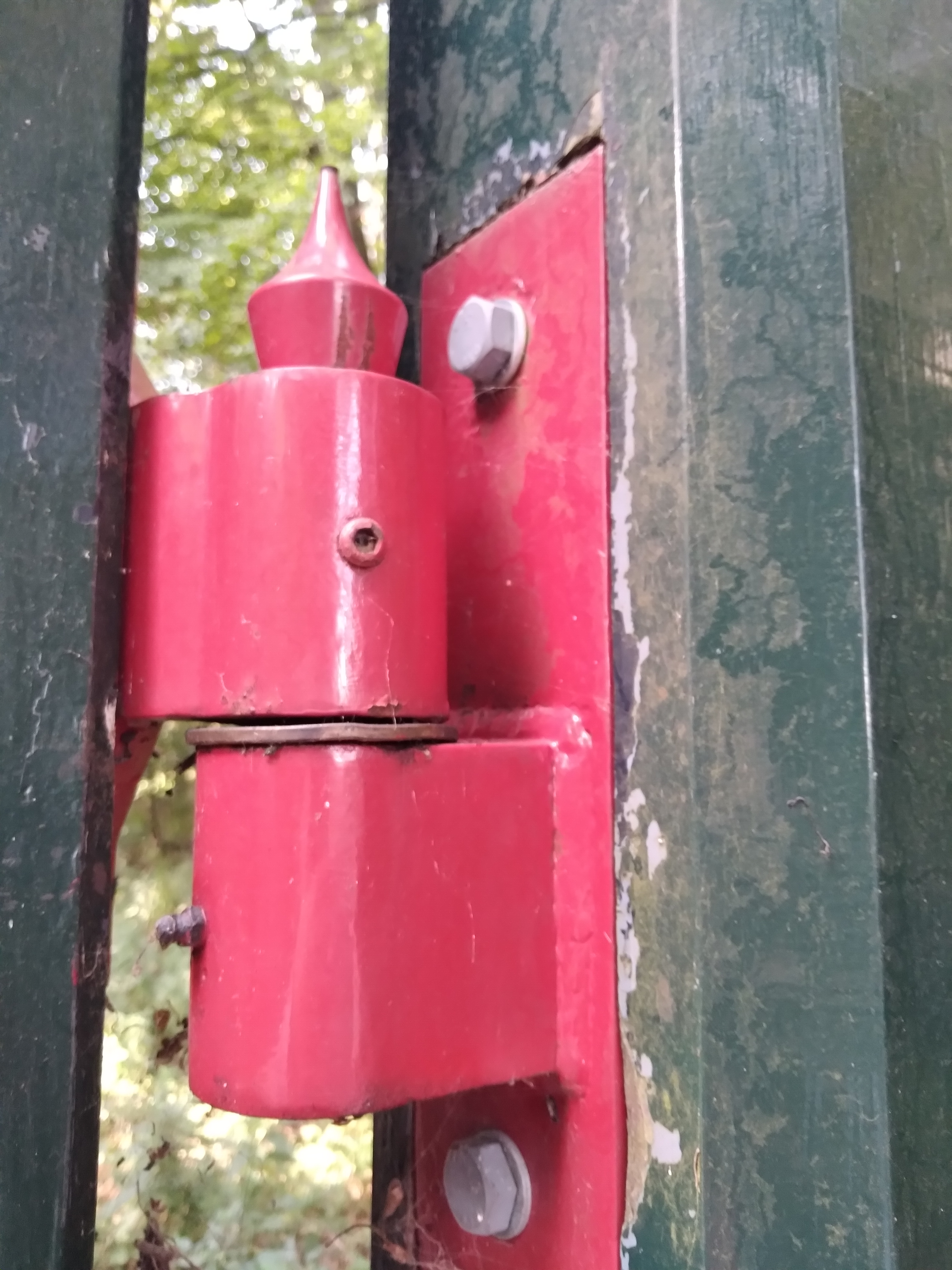
Scharnier van deur (september 2021)

<<< · 500 · 501 ·  503 · 504 · 505 · 506 · 507 · 508 · 509 · 510 · 511 · 512 · 513 · 514 · 515 · 516 · 517 · 518 · 519 · 520 · 521 · 522 · 523 · 525 · 526 · 527 · 528 · 530 · 531 · 532 · 533 · 534 · 535 · 536 · 537 · 538 · 539 · 540 · 541 · 542 · 543 · 544 · 545 · 546 · 547 · 548 · 549 · 550 · 551 · 552 · 553 · 554 · 555 · 556 · 557 · 558 · 559 · 560 · 561 · 562 · 563 · 564 · 565 · 566 · 567 · 569 · 571 · 572 · 573 · 575 · 577 · 578 · 580 · 581 · 582 · 583 · 584 · 586 · 587 · 589 · 590 · 591 · 592 · 593 · 594 · >>>
Brugnummers 502, 524, 529, 568, 570, 574, 576, 579, 585, 588, 595, 596, 597, 598, 599 zijn niet (meer) vergeven.